# Sello de comercio justo

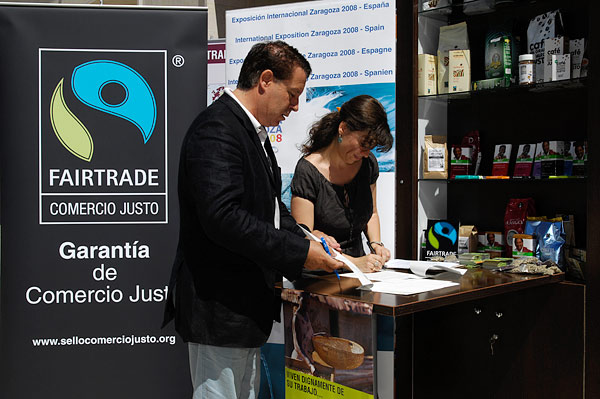
Imagen del sello de Comercio Justo en un expositor.

Fairtrade España, anteriormente conocida como la Asociación del Sello de Productos de Comercio Justo (ASPCJ) fomenta en España el uso y la notoriedad de la certificación FAIRTRADE-Comercio Justo. Con ello apoya el desarrollo de las comunidades de los productores en los países del Sur, que a través del sistema Fairtrade consiguen mejores condiciones para poder comerciar sus productos con mayor igualdad. A nivel internacional Fairtrade España,es miembro de Fairtrade Labelling Organizations International (FLO) que establece los estándares de Comercio Justo para todos los productos que lleven la certificación y presta apoyo a los productores que quieran trabajar con Fairtrade.
La  Asociación del Sello fue creada en 2005 y actualmente sus socios son Alternativa 3, CECU, ECODES (Fundación Ecología y Desarrollo), Fundación ETEA, Intermón Oxfam y la Red de Productores CLAC (Coordinadora Latinoamericana y del Caribe de Pequeños Productores de Comercio Justo).
A mediados del 2012 en España existían  39 entidades y empresas que tenían un contrato firmado con Fairtrade España, lo que les da licencia de ofertar productos certificados  con el Sello FAIRTRADE-Comercio Justo. Estos “licenciatarios” han sacado al mercado español más de 200 referencias asociadas a distintos productos de Comercio Justo certificado que se están vendiendo en al menos 2.000 establecimientos. El café es el producto con mayor volumen y número de referencias, seguido por los chocolates, el cacao, el azúcar, el té y los productos de algodón. Como FAIRTRADE es una certificación internacional también hay numerosas empresas extranjeras que ofrecen sus productos de Comercio Justo certificado en España. En el año 2011 el valor estimado de ventas de los productos Fairtrade en España ha alcanzado veinte millones de Euros, sumando un incremento respecto a 2010 de un 39%. A nivel mundial en el mismo año los consumidores y consumidoras gastaron 4.916 millones de Euros en productos con el Sello FAIRTRADE-Comercio Justo. El mercado para estos productos ha crecido de forma continua, al igual que el número de organizaciones de productores que participan en el sistema. En diciembre del año 2011 había 1.2 millones de trabajadores y agricultores en 70 países, que han visto mejoras en sus vidas gracias al sistema Fairtrade.
El sistema Fairtrade ofrece a los productores muchas oportunidades y beneficios: reciben por sus productos un precio estable que cubre los costes de una producción sostenible, además reciben una prima de desarrollo que invierten según decisión democrática en proyecto de desarrollo de la comunidad o de la producción, tienen la posibilidad de prefinanciación y los contratos comerciales son de larga duración. Por otro lado también hay muchas ventajas para el consumidor ya que al comprar Comercio Justo certificado obtiene productos en cuya producción se ha respetado tanto los derechos de las personas como del medio ambiente. 
Los criterios Fairtrade prohíben el trabajo infantil y el Comercio Justo lucha para erradicar las causas del trabajo infantil en los países en vías de desarrollo. Igualmente prohíben el trabajo forzado en todas sus formas y exigen el seguimiento de  las normas de la Organización Internacional del Trabajo OIT.

## Filosofía, misiones y funciones deFairtrade España
El Comercio Justo es una alternativa al comercio convencional que, además de los criterios económicos, tiene en cuenta valores éticos que abarcan aspectos sociales y ambientales.

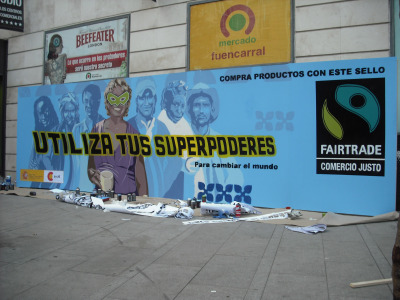
Mural Fairtrade: Utiliza tus Superpoderes.

Según FLO, los productores/as y los consumidores/as son los pilares de la economía. La condición esencial para que esta economía sea más humana es que estos actores puedan definir juntos, en concertación con los demás actores comerciantes, el sistema económico en el cual desean evolucionar. Así, el sello de Comercio Justo se propone como una herramienta de desarrollo que, poniendo al ser humano en el centro de las decisiones comerciales, permite a los pequeños productores y pequeñas productoras que vivan dignamente de su trabajo.
Fairtrade España, que no compra ni vende productos, se encarga de otorgar, controlar, y promover el uso del Sello de Comercio Justo: Otorga y controla el uso que los Licenciatarios hacen del sello, promueve el uso del Sello para incrementar las ventas de productos de Comercio Justo, sensibiliza a consumidores y consumidoras sobre la realidad de los productores y productoras desfavorecidos de los países del Sur.
El Sello FAIRTRADE da mayor acceso al mercado a los productos de Comercio Justo, ofrece garantías al consumidor de que el producto que lo porta cumple los estándares internacionales de Comercio Justo de FLO.
Fairtrade España tiene como finalidad promocionar en nuestro país el Sello de garantía para productos de Comercio Justo FAIRTRADE y su consumo, para contribuir a ampliar el impacto del comercio justo sobre los productores y las productoras en el Sur.

## El comercio justo - Historia
En España, el Comercio Justo existe desde los años 1980, cuando abrieron las primeras tiendas alternativas en varias comunidades autónomas.
A nivel internacional, el Comercio Justo empezó en los años 1960, después de la llamada en 1964 que hicieron unos productores del Sur en una Conferencia de las Naciones Unidas (United Nations Conference on Trade and Development - UNCTAD). En esta llamada, los productores pidieron “Trade, not Aid”, “Comercio, no Ayuda”. Más precisamente, lo que pidieron era un precio justo para sus productos, que les permitiera cubrir como mínimo sus costes de producción así como sus necesidades primarias (hogar, salud, educación, etc.).
Organizaciones no gubernamentales (ONG) en Holanda e Inglaterra contestaron a la llamada de 1964, y empezaron a comercializar sus productos en pequeñas tiendas con una relación comercial más directa con el productor/a, al eliminar intermediarios innecesarios.
A continuación aparecieron otros movimientos de Comercio Justo en Europa y Estados Unidos, gracias al trabajo de las Organizaciones de Comercio Alternativo (Alternative Trade Organizations – ATO).
En 1988 se creó la primera iniciativa de organismo de certificación de Comercio Justo, "Max Havelaar", en Holanda por Francisco VanderHoff Boersma, Nico Roozen, y la ONG holandesa Solidaridad. Fue el principio de las ventas no sólo en las tiendas especializadas, sino también en los sitios más frecuentados por los consumidores/as: los supermercados. El sistema de certificación en Holanda, con el Sello Max Havelaar, fue un éxito. Entonces lo copiaron varios países de Europa y Estados Unidos bajo otros nombres cómo Transfair, Fairtrade, Max Havelaar France, etc. Sin embargo, todavía no existía un movimiento homógeno de Comercio Justo al nivel mundial. 
Todos los movimientos se unieron en 1997, bajo el nombre de Fairtrade Labelling Organizations International (FLO), que marcó el comienzo de un movimiento unificado internacional de certificación de comercio justo. 
Con el fin de garantizar una certificación transparente e independiente, en 2004 se creó FLO-CERT, organismo de certificación de productos de comercio justo, que cumple con los estándares de la norma ISO 65 para organismos internacionales certificadores.

## Definiciones

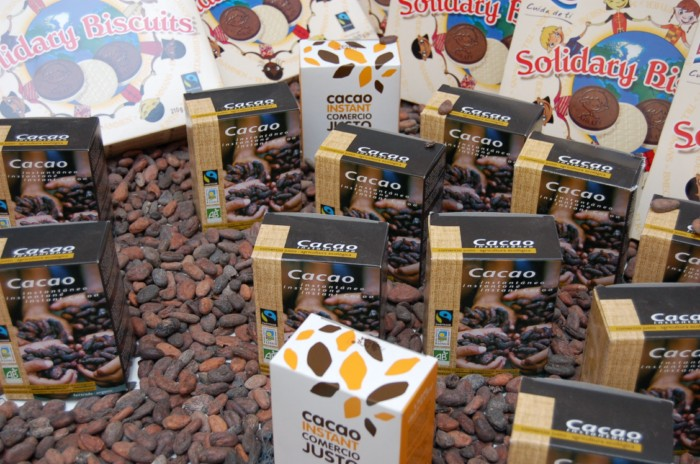
cacaos y galletas con certificados con el Sello de Comercio Justo.

Comercio Justo: Es una relación comercial a largo plazo, basada en el diálogo, la transparencia y el respeto, que apunta hacia más justicia en el comercio internacional. Además de los criterios económicos, el Comercio Justo tiene en cuenta valores éticos que abarcan aspectos sociales y ambientales. La compra de productos que llevan el Sello de Comercio Justo (Sello FAIRTRADE) contribuye a:
- Un salario digno y una mejora de las condiciones laborales para los productores y productoras de zonas empobrecidas de los países del Sur.
- Una mejora de sus condiciones de vida gracias a las primas destinadas a realizar inversiones comunitarias (educación, sanidad, vivienda, formación, entre otras).
- La obtención de productos de calidad con garantía de que se han respetado los derechos de los trabajadores y trabajadoras y el medio ambiente

Desarrollo sostenible: Concepto económico que promociona el respeto del medio ambiente y de las personas. El modelo de crecimiento económico de hoy tiene que respetar estos criterios para no poner en peligro las generaciones futuras. El Comercio Justo es una forma entre otras de Desarrollo Sostenible. Otros ejemplos: las Finanzas Éticas, la producción ecológica…
Precio mínimo: Precio pagado por el importador al productor. Este precio tiene que cubrir los gastos de producción y permitir al productor vivir dignamente de su trabajo. El precio mínimo es fijo y está siempre por encima de las cotizaciones del producto en Bolsa. Si la cotización convencional de Bolsa supera el precio mínimo fijo de Comercio Justo, este subirá 5% por encima (valor de la prima de desarrollo)
Prima de Desarrollo: El importador paga, además del precio mínimo, una prima de desarrollo. La organización de productores tiene que utilizar esta prima exclusivamente en proyectos sociales o de desarrollo productivo, como la construcción de una carretera, de un centro de salud, la inversión en seguros sociales para los trabajadores, etc. El uso de la prima de desarrollo es decidido de manera democrática. Ejemplo: en el café la prima es 10 céntimos de dólar por libra de café. Sí el café en cuestión es además orgánico, los productores reciben 20 céntimos más.
Licenciatario: Empresa u organización usuaria del Sello de Comercio Justo. Comercializa con su marca algún producto que lleva el Sello de Comercio Justo (o Sello FAIRTRADE). Por ejemplo: Oxfam, Azkoyen, Novell, Azúcares Rampe, Alternativa3, etc. 
Sello de Comercio Justo (Sello FAIRTRADE): Es un sello de garantía de producto, que garantiza el cumplimiento de los estándares de Comercio Justo establecidos por FLO internacional: precio mínimo, funcionamiento democrático de la organización de productores, etc. Funciona de la misma forma que las certificaciones ecológicas. 
FLO internacional (o FLO e.V. – Fairtrade Labelling Organizations): Organización No Gubernamental (ONG); se encarga de:
- Establecer los estándares de Comercio Justo (existen estándares para cada producto que lleva el Sello FAIRTRADE)
- Apoyar en el refuerzo de las estructuras de productores
- Comprobar el buen uso de la prima de desarrollo en las organizaciones de productores.

Además de estas funciones, FLO internacional define la estrategia y las pautas sobre las que se va desarrollando el trabajo de las organizaciones Fairtrade. Las 24 organizaciones que componen FLO son: 3 redes de productores de tres continentes (AFN de África, CLAC de América Latina y NAP de Asia), 19 Asociaciones del Sello Fairtrade (en España la ASPCJ), y dos Organizaciones de Marketing Fairtrade (de Sudáfrica y México).
FLO-CERT (o FLO-CERT GmbH): Es una sociedad privada que certifica los productos (materias primas), según los criterios (o estándares) establecidos por FLO Internacional. Dicho de otra manera, verifica que los diferentes actores de Comercio Justo (principalmente productores y comerciantes) cumplen los estándares de FLO internacional.